# Massacro di Kondomari

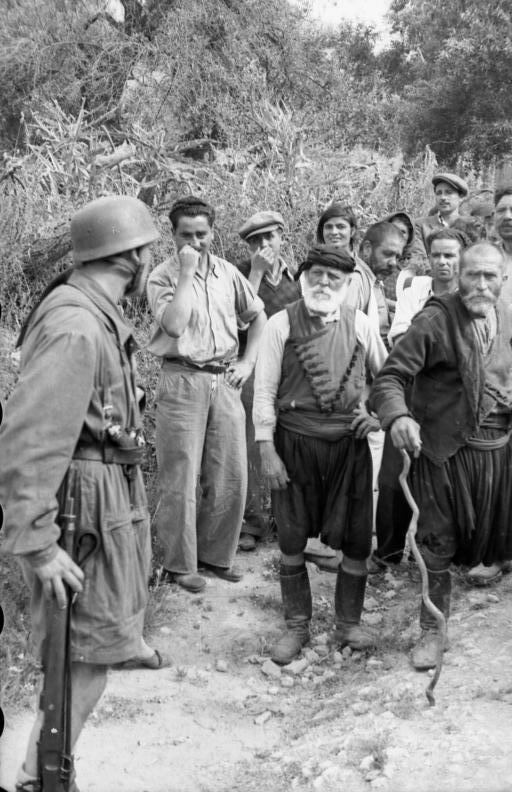
Civili cretesi che affrontano i paracadutisti tedeschi Fallschirmjäger prima che iniziasse il massacro di Kondomari, nel giugno 1941

Il massacro di Kondomari (in greco: Σφαγή στο Κοντομαρί) fu l'esecuzione sommaria dei civili maschi del villaggio di Kondomari, a Creta, da parte di un plotone di esecuzione composto da paracadutisti tedeschi, avvenuto il 2 giugno 1941 durante la seconda guerra mondiale. La sparatoria fu la prima di una serie di rappresaglie avvenute a Creta. Fu organizzato dal Generaloberst Kurt Student, come rappresaglia per la partecipazione dei civili cretesi nella battaglia di Creta, poi conclusa con la resa dell'isola due giorni prima. Il massacro fu documentato da Franz-Peter Weixler, corrispondente di guerra dell'esercito tedesco per la propaganda, i cui negativi furono scoperti 39 anni dopo negli archivi federali tedeschi da un giornalista greco.

## Contesto storico
Il villaggio di Kondomari fa parte del comune di Platanias e si trova vicino sulla costa settentrionale di Creta, 18 chilometri a ovest della città di La Canea e 3 km a sud-est della pista di atterraggio di Maléme.

### Durante la battaglia di Creta
La battaglia di Creta iniziò il 20 maggio 1941 con un'invasione aerea su larga scala volta a catturare le posizioni strategiche dell'isola: uno dei luoghi più importanti fu la pista di atterraggio di Maléme, la sua cattura permise alla Luftwaffe di inviare i rinforzi di truppe e rifornimenti su larga scala che alla fine determinarono l'esito della battaglia.
La mattina del 20 maggio 1941, i paracadutisti tedeschi del III battaglione del 1º reggimento d'assalto aereo furono lanciati a sud-est di Maléme. Il loro punto di sbarco si estese fino a Platanias, compreso Kondomari. Gli invasori furono affrontati dalle truppe neozelandesi del 21º e 22º battaglione, a cui si unirono dei civili locali male armati. I paracadutisti incontrarono una forte resistenza e subirono gravi perdite che ammontarono a quasi 400 uomini su 600, tra cui il loro comandante, il maggiore Otto Scherber. Eugen Meindl, comandante del reggimento, fu colpito al petto durante il suo lancio con il paracadute vicino al ponte di Platanias, riuscì a sopravvivere, ma fu sostituito dall'Oberst Hermann-Bernhard Ramcke.

### Ordinanza di Student contro le rappresaglie
Durante la battaglia di Creta, le forze alleate e gli irregolari cretesi inflissero pesanti perdite di vite umane alla Wehrmacht. La resistenza senza precedenti della popolazione locale esasperò il senso dell'ordine militare prussiano secondo il quale solo i soldati professionisti potessero combattere. I rapporti del generale Julius Ringel, comandante della 5ª divisione da montagna, affermarono che i civili cretesi riuscirono ad eliminare i paracadutisti attaccandoli con coltelli, asce e falci. Anche prima della fine della battaglia cominciarono a circolare diverse storie esagerate, le quali attribuirono le perdite eccessivamente elevate alle torture e alle mutilazioni dei paracadutisti da parte dei cretesi. Quando queste storie raggiunsero l'Oberkommando der Luftwaffe a Berlino, Göring ordinò al comandante temporaneo, il generale Kurt Student, di intraprendere indagini e rappresaglie. Pertanto, cercando di contrastare l'insurrezione e prima che le indagini fossero concluse, Student emanò un ordine per lanciare un'ondata di rappresaglie contro la popolazione locale subito dopo la resa di Creta del 31 maggio. Le rappresaglie furono eseguite rapidamente, omettendo formalità o processi e dalle stesse unità che furono affrontate dalla gente del posto.

## Il massacro
Seguendo l'ordine di Student, gli occupanti di Kondomari furono accusati della morte di alcuni soldati tedeschi i cui corpi furono ritrovati vicino al villaggio. Il 2 giugno 1941, quattro camion di paracadutisti tedeschi del III battaglione del Luftlande-Sturm-Regiment 1, sotto il comando dell'Oberleutnant Horst Trebes, circondarono Kondomari. Trebes, ex membro della Gioventù hitleriana, fu l'ufficiale più alto in grado del battaglione sopravvissuto alla battaglia senza ferite. Uomini, donne e bambini furono costretti a radunarsi nella piazza del paese, tra gli uomini fu selezionato un certo numero di ostaggi mentre le donne e i bambini furono rilasciati. Gli ostaggi furono condotti negli uliveti circostanti e successivamente uccisi. Il numero esatto delle vittime non è ancora chiaro. Secondo i documenti tedeschi, furono uccisi un totale di 23 uomini, ma altre fonti stimano il totale a circa 60. L'intera operazione fu documentata da Franz-Peter Weixler, che in seguito lavorò come corrispondente di guerra per la propaganda (Kriegsberichterstatter) per la Wehrmacht.

## Galleria d'immagini

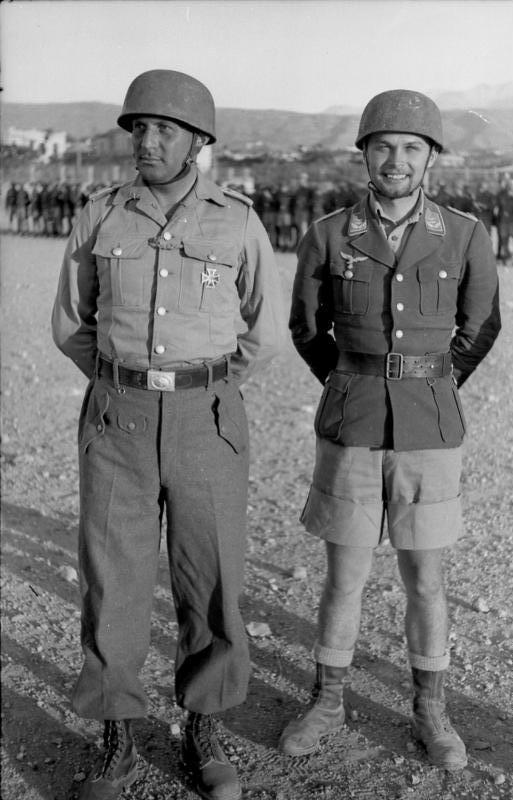
Walter Gericke (sinistra); Horst Trebes (destra)
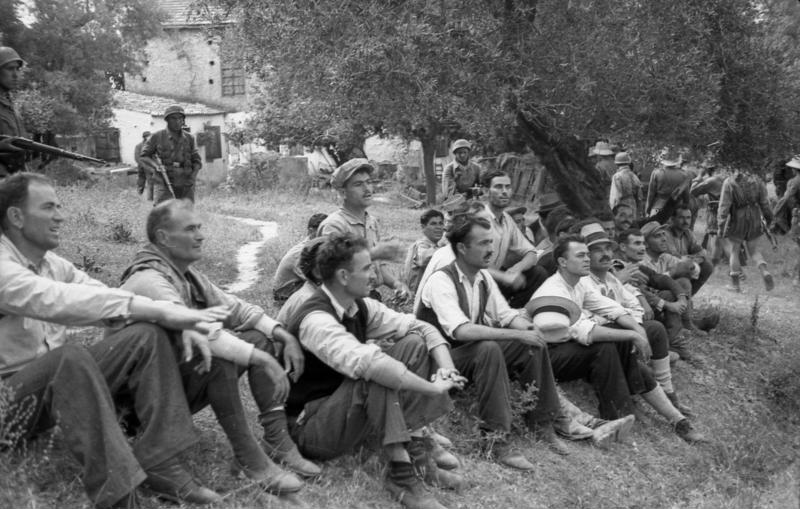
Ostaggi civili di Kondomari
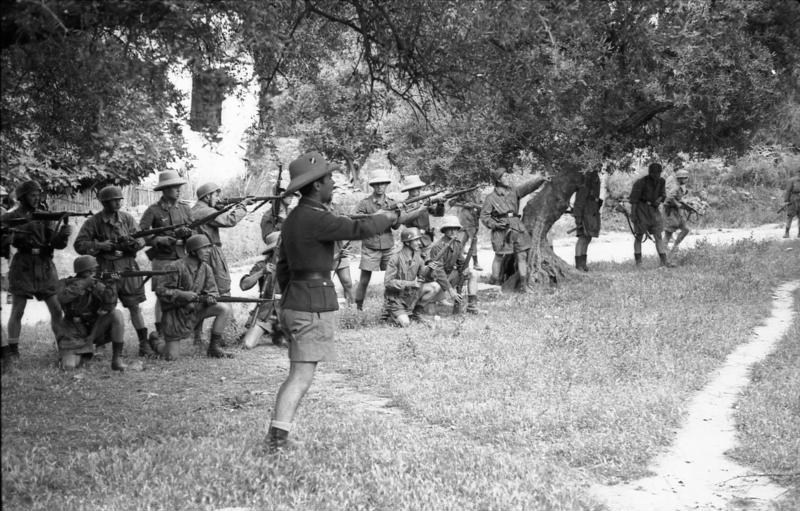
Horst Trebes ordina di aprire il fuoco ai paracadutisti
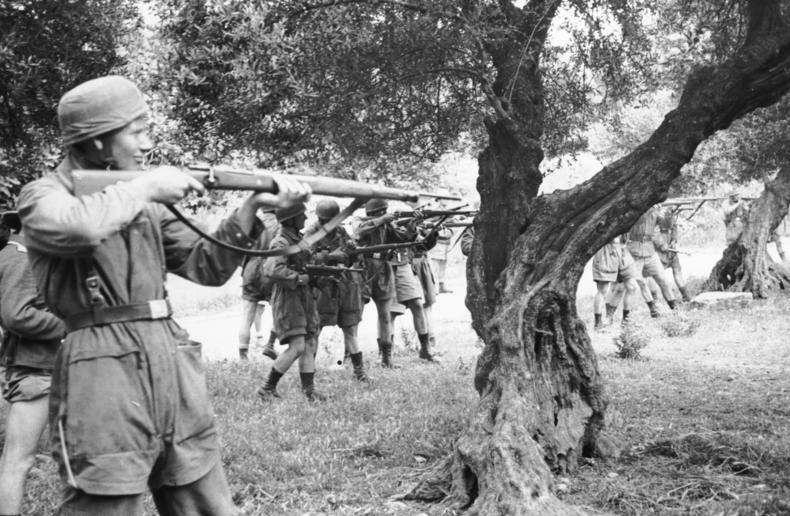
Primo piano del soldato del plotone di esecuzione
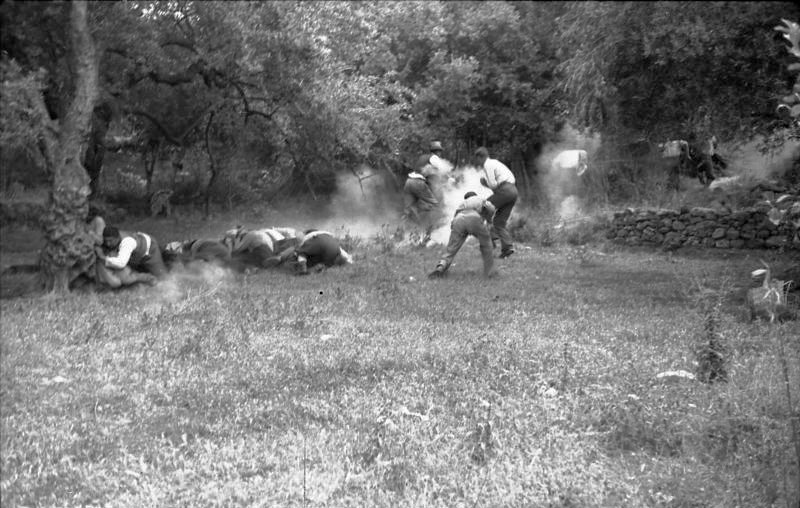
Civili uccisi
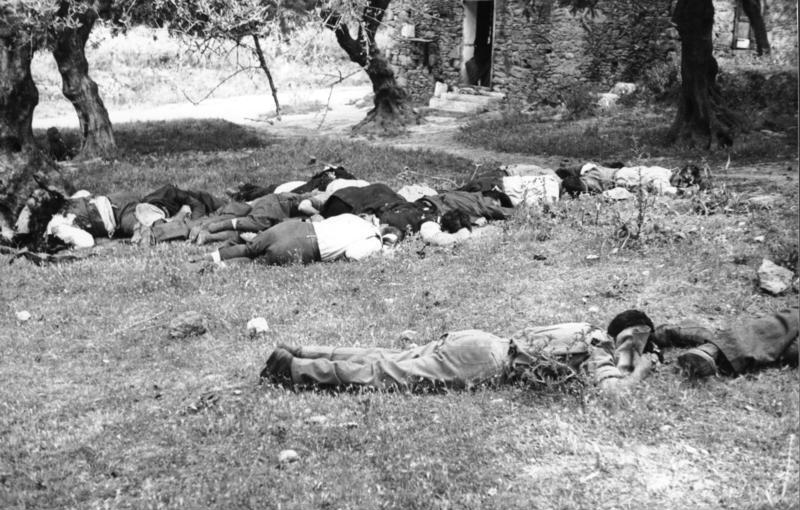
Corpi rimasti a terra

## Conseguenze
Il giorno dopo il massacro di Kondomari, le forze del 1º reggimento d'assalto continuarono a distruggere Kandanos e ad uccidere la maggior parte della gente.
Dopo l'estate del 1941, Franz-Peter Weixler fu licenziato dalla Wehrmacht per motivi politici. Successivamente fu accusato di alto tradimento nei confronti della Germania nazista per aver fatto trapelare del materiale non censurato relativo alle attività dei paracadutisti a Creta, incluse le fotografie scattate a Kondomari, e per aver aiutato alcuni cretesi a fuggire. Weixler fu arrestato dalla Gestapo, portato davanti alla corte marziale e imprigionato all'inizio del 1944. Dopo la guerra nel novembre 1945, durante il processo di Göring a Norimberga, Weixler fornì un rapporto scritto di un testimone oculare sul massacro di Kondomari. Secondo un documentario della rete televisiva greca NET, nel 1955 tornò a Kondomari dove fu accolto dagli abitanti del villaggio secondo la loro tradizionale ospitalità. Rendendosi conto che non c'era apparente ostilità nei suoi confronti, Weixler disse loro che aveva eseguito gli ordini il giorno del massacro. Nonostante la loro apparente calma, gli abitanti del villaggio erano tesi e ad un certo punto uno dei sopravvissuti si alzò e disse ai suoi compaesani che i requisiti formali dell'ospitalità erano stati osservati e che dovevano andarsene. Così, gli abitanti del villaggio riuniti abbandonarono immediatamente il posto, lasciando solo il fotografo.
I negativi di Weixler di Kondomari furono scoperti nel 1980 negli archivi federali tedeschi dal giornalista greco Vassos Mathiopoulos, che non era però a conoscenza del luogo effettivo delle sparatorie riportate nelle foto. La loro connessione con gli eventi di Kondomari fu stabilita successivamente attraverso un'ampia ricerca del giornalista Kostas Papapetrou, da quel momento le fotografie di Weixler furono ampiamente conosciute.
Nel luglio 1941, Horst Trebes ricevette la Croce di Cavaliere per la sua leadership tenuta durante l'assalto a Creta. Nel 1944, tre anni dopo, fu ucciso in azione in Normandia.
Dopo la resa della Germania, Kurt Student fu catturato dagli inglesi. Nel maggio 1947 si presentò davanti a un tribunale militare per rispondere delle accuse di maltrattamento e omicidio dei prigionieri di guerra e civili avvenute a Creta. La richiesta formale della Grecia di estradare Student fu respinta, fu poi giudicato colpevole di tre capi d'accusa su otto e condannato a cinque anni di carcere; fu rilasciato nel 1948 grazie ad una dimissione medica e poi assolto per i crimini contro i civili grazie alla testimonianza del brigadiere Lindsay Inglis, comandante della 4ª brigata neozelandese. Student morì nel 1978.
Kondomari è stato dichiarato villaggio martirizzato con decreto presidenziale 29, ΦΕΚ Α 54/2.4.2019. Il memoriale presente nel villaggio elenca i nomi delle vittime su un muro di piastrelle raffigurante l'incidente.